# آنتونیو چیمنتی
آنتونیو چیمنتی (انگلیسی: Antonio Chimenti؛ زادهٔ ۳۰ ژوئن ۱۹۷۰) بازیکن فوتبال اهل ایتالیا است.
از باشگاه‌هایی که در آن بازی کرده‌است می‌توان به باشگاه فوتبال لچه، باشگاه فوتبال یوونتوس، باشگاه فوتبال سالرنیتانا، باشگاه فوتبال آ.اس. رم، باشگاه فوتبال اودینزه، باشگاه فوتبال کالیاری، و باشگاه فوتبال مونتسا اشاره کرد.